# 井出ちよの
井出 ちよの（いで ちよの、2001年5月3日 - ）は、日本の女性アイドル。アイドルユニット・3776、nicora ray arkのメンバー、うさぎのみみっく！！の元メンバー。静岡県富士市出身。愛称はちぃちゃん。

## 略歴
出生地は富士宮市だが、すぐに富士市に引っ越している。
4歳から11歳までチアダンスを習っていた。チアダンスの先生がTEAM MIIのデビュー曲「やっぱり君はそうさバッチリさ」の振り付けを担当することになり、その縁で応募したところ合格。2012年4月の活動開始当初はライブには参加しない「幽霊部員」であったが、「ゆるメーター」で初めてメインパートを担当。
TEAM MIIでの活動終了後、2013年4月より活動開始した後継グループの3776には当初参加していなかったが、プロデューサーの石田彰からの誘いもあり、研修生ユニットの「3770」（みななれ）を経て、2013年11月より正式加入（3776Season#2）。2014年8月より井出のソロユニット（3776Season#3、3776Season#3(Neo)）となる。2017年5月から2018年4月まで「リンクアイドル3776」として、広瀬愛菜（元Peach sugar snow）が山梨担当、自らは静岡担当として活動。
3776の活動と並行して、2016年9月28日には井出ちよの名義のアルバム『もうすぐ高校生活』をリリース。2017年より「季刊井出ちよの」をCD-Rでリリース。
2018年9月1日、うさぎのみみっく！！に加入するも、メンバーの脱退もあり活動開始には至らず。
2020年3月16日、3776公式ブログにて、大学進学のため上京に伴い、3776Season#3(Neo)としての活動を完結、楽曲はソロ活動の際に「3776Season#3カバーデイ」を設けて披露するとしている。また、ブログではうさぎのみみっく！！の活動が本格化することに加えて、「他の活動も？」と新たなプロジェクトでの活動開始も示唆された。
2020年5月23日、amiinAプロデューサー・齊藤州一が手掛けるプロジェクト「Unico Tesla」にて、井出をメインとする新ユニット・nicora ray arkが発表された。
2021年5月3日、生配信にて完全予約制「月刊井出ちよの」の発売を発表。毎月、未発表音源や映像のダウンロードコード、ブロマイド、ちよの新聞、ロケ地マップシリーズがセットで購入者に届く。プレミアムセットにはサイン入りブロマイドが封入。
2023年4月5日、うさぎのみみっく！！のアルバム『ムーンライトストリート』がリリース。4月7日にはZirco Tokyoでうさぎのみみっく！！として初のライブを行った。
2023年5月26日、サリー久保田による新録カバー企画レーベル・GIRLS AT OUR BESTの第3弾『香港庭園』が発売。ボーカルは井出ちよの from 3776が担当。
2024年7月31日、nicora ray arkに元amiinAのamiが加入。9月1日に1stシングル「Rise」をリリースすることを発表。
2024年12月16日、運営との方向性の相違を理由にうさぎのみみっく！！脱退を発表。

## 作品

### 参加作品
- 柴山一幸『FLY FLY FLY』 - 2015年10月5日発売
  - That’s the way

- 岡田徹『Tの肖像』 - 2016年11月23日発売
  - マスカット ココナッツ バナナ メロン featuring 3776

- BRIGHT YOUNG MOONLIT KNIGHTS -We Can't Live Without a Rose- MOONRIDERS TRIBUTE ALBUM - 2016年12月21日発売
  - トンピクレンッ子

- サリー久保田グループ feat. 井出ちよの from 3776『香港庭園』 - 2023年5月26日発売
  - 香港庭園
  - 電卓
  - リボンの騎士
  - フジヤマ・ママ